# Palazzo Ulloa di Lauria

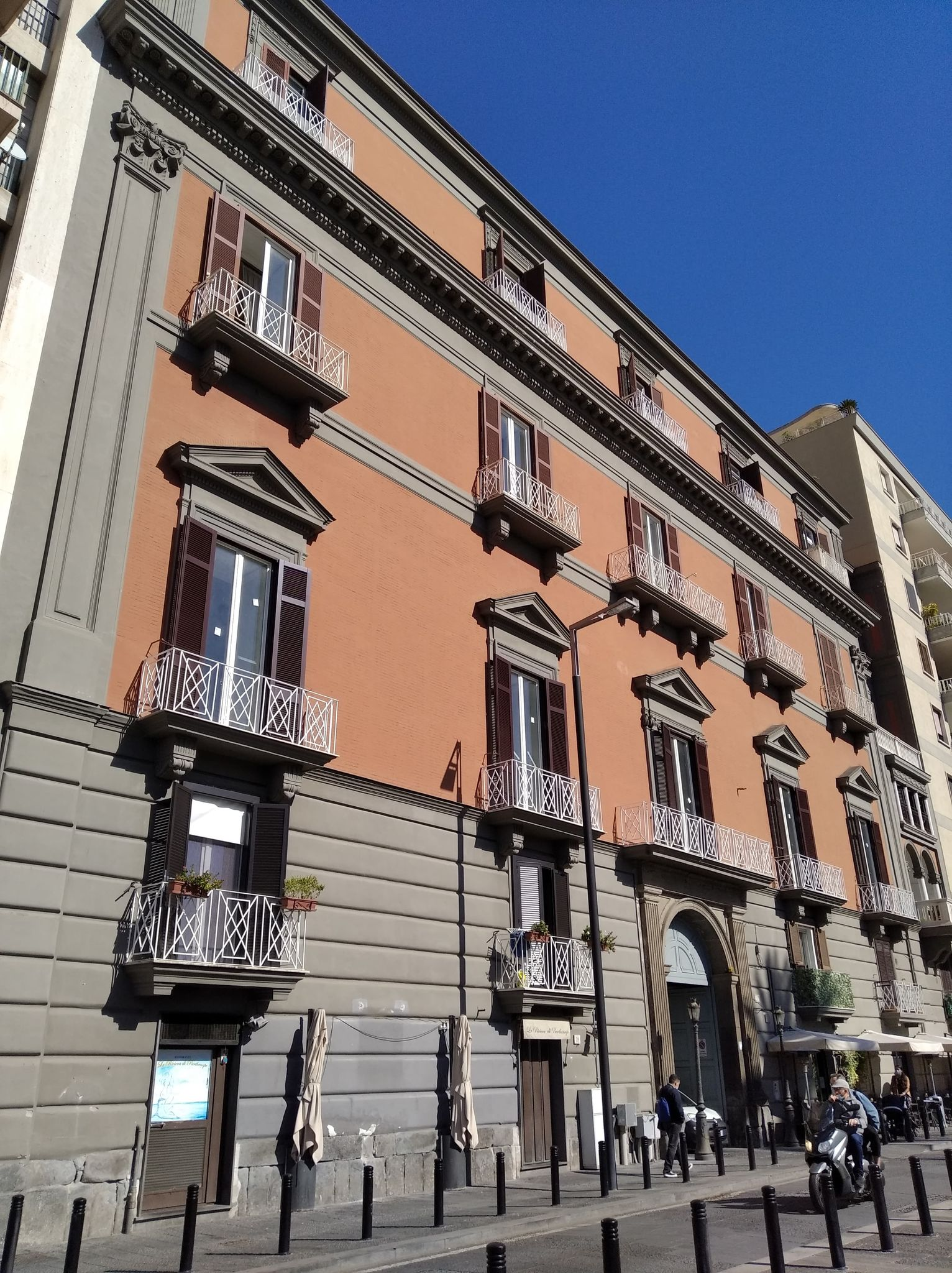
Palazzo Ulloa di Lauria in Neapel: Fassade zum Largo Principessa Pignatelli

Der Palazzo Ulloa di Lauria (bekannt auch als Palazzo Motta Bagnara) ist ein Palast aus dem 17. Jahrhundert im Viertel Chiaia von Neapel in der italienischen Region Kampanien. Er liegt am Largo Principessa Pignatelli, 215.

## Geschichte
Der Palast erscheint erstmalig in der Stadtansicht des Gravierers Alessandro Baratta aus dem Jahre 1629, womit der Bau durch die Familie Ulloa di Lauria auf das erste Viertel des 17. Jahrhunderts datiert werden kann. Zwei Jahrhunderte später war die Familie in der Person von Felice Ulloa immer noch Eigentümer der Immobilie, wie das provisorische Kataster von 1815, das Joachim Murat veranlasst hatte, zeigt. Aber genau ein Jahrzehnt später gab es eine entscheidende Veränderung in der Geschichte des Gebäudes. In der Zeit der Restauration des Hauses Bourbon-Sizilien wurde der Palazzo di Sangro di Rodiano vom Komplex des Palastes Ulloa di Lauria abgespalten. 1834 kaufte die Markgräfin Luisa Dillon den nun allein stehenden Palazzo Ulloa di Lauria, wobei sie eine Hälfte für ihren Sohn, Carlo Strachan, vorsah. Die Markgräfin ließ ihn in den Jahren 1840–1850 letztmalig erweitern, wobei er einen charakteristischen, kleinen Turm auf der rechten Seite des zweiten Innenhofs erhielt.
Carlo Strachan starb ohne Nachkommen und so erbte der Sohn seiner Schwester Sarah (1818–1881), Fabrizio Ruffo (1843–1907), Prinz von Motta und Herzog von Bagnara, das gesamte Anwesen. Er ließ an der Rückseite des zweiten Innenhofes, wo sich bis dahin der Garten befand, einen neuen Gebäudeflügel errichten, auf dem er das Familienwappen anbringen ließ.
1903 boten die Erben Ruffo das Anwesen zum Kauf an und Oreste Ricciardi kaufte es, aber bereits in den 1920er-Jahren wurde der Palast endgültig in ein Mietshaus umgewandelt und ein weiterer, kleiner Turm gegenüber dem ersten angebracht. Im Laufe des Zweiten Weltkrieges überstand der Palazzo Ulloa die Lauria die Bombenangriffe (im Gegensatz zum Palazzo di Sangro di Rodiano auf seiner Linken, der getroffen, bis auf die Grundmauern zerstört und durch ein modernes Mietshaus, entworfen von Giulio De Luca, ersetzt wurde), wurde aber von den alliierten Truppen requiriert, die sowohl aus den Wohnungen als auch aus dem Hof Kunstwerke und Artefakte mitnahmen. Der Palast wurde in private Wohnungen (in denen teilweise zeitgenössische Dekorationen erhalten sind) und Büros umgewandelt und er befindet sich in hervorragendem Erhaltungszustand, aber auf einer Seite, zum Largo Principessa Pignatelli hin, im Laufe der 1950er-Jahre grundlegend verändert. Auch der Palazzo Serracapriola, der einst auf seiner Rechten lag, wurde von den alliierten Truppen requiriert, die allerdings dort einen Brand verursachten. Auch in diesem Falle wurde der halb zerstörte Palast nicht restauriert, sondern durch einen Neubau ersetzt.

## Beschreibung
Die vierstöckige Fassade zeigt einen Sockel mit glattem Bossenwerk, der Erdgeschoss und Zwischengeschoss umfasst und in dessen Mitte sich ein strenges Portal in Piperno, begrenzt durch gerillte Lisenen, öffnet. Die drei Obergeschosse haben eine verputzte Fassade. Weitere wertvolle Details sind die dicken, dreieckigen Tympana über den Fensterrahmen im ersten Obergeschoss und vor allen Dingen auf der rechten Seite die elegangte Loggia mit zwei Bogenfenstern im ersten Obergeschoss und drei Fenstern mit Architraven im zweiten Obergeschoss. Das gesamte Aussehen des Palastes entspricht dem Stil des 19. Jahrhunderts, auch wenn die vielen Veränderungen und Anbauten die Aufteilung der Räume aus dem 17. Jahrhundert nicht verändert haben. Nach Durchschreiten des kurzen Eingangsbereiches gelangt man in einen kleineren Innenhof, der vom zweiten, größeren Innenhof durch eine Vorhalle mit Kreuzgewölbe getrennt ist, auf dessen linker Seite man zur Repräsentationstreppe kommt. Hinter dem zweiten Innenhof befand sich der Garten, der, wie oben schon gesagt, in der zweiten Hälfte des 19. Jahrhunderts durch einen neuen Gebäudeflügel ersetzt wurde, an dessen Außenwand es ein großes Wappen der Ruffos aus Marmor gibt.